# Thiago Mendes
Thiago Henrique Mendes Ribeiro (* 15. März 1992 in São Luís) ist ein brasilianischer Fußballspieler.

## Karriere
Der in São Luís geborene Mendes, startete seine Fußballkarriere beim Erstligisten Goiás EC. Nach guten Leistungen in der Jugend saß er am letzten Spieltag der Saison 2010 erstmals auf der Bank des bereits sicheren Absteigers. Auf seinen ersten Einsatz in der ersten Mannschaft musste er danach bis zum 27. September 2011 warten, als er im Spiel gegen die Associação Portuguesa de Desportos sein Debüt in der zweitklassigen Série B bestritt. In der weiteren Spielzeit 2011 kam er auf neun weitere Einsätze. Im folgenden Jahr etablierte sich der junge Mendes als Stammspieler im Mittelfeld. Mit guten Leistungen in seinen 35 Einsätzen trug er wesentlich zum Meistertitel und dem einhergehenden Aufstieg in die Série A, bei. Nach der erfolgreichen Spielzeit wurde sein Vertrag bis 2017 verlängert. Auch in den darauffolgenden Saisons in der ersten brasilianischen Spielklasse zählte Mendes zum Stammpersonal der Mannschaft von Goiás.
Im Dezember 2014 wurde der Wechsel von Thiago Mendes zum Ligakonkurrenten FC São Paulo bekanntgegeben. Sein Ligadebüt für die Tricolor gab er am 10. Mai 2015, beim 2:1-Heimsieg gegen Flamengo Rio de Janeiro. Die erste Saison 2015 schloss man auf dem 4. Tabellenplatz ab.
Am 30. Juni 2017 wechselte Mendes nach Europa, zum französischen Erstligisten OSC Lille, wo er einen Fünfjahresvertrag unterschrieb. Die Nordfranzosen bezahlten für die Dienste des Brasilianers eine Ablösesumme in Höhe von neun Millionen Euro. Sein Pflichtspieldebüt bestritt er am 6. August beim 3:0-Heimsieg gegen den FC Nantes. Im nächsten Spiel musste er bereits nach 12 Minuten, aufgrund einer Blessur, ausgewechselt werden. Bei seinem Comeback einen Monat später gegen ES Troyes AC erzielte er sein erstes Tor für Lille.
Im Juli 2019 wurde der Wechsel von Mendes zu Olympique Lyon bekannt. Beim Ligakonkurrenten trat er die Nachfolge des zu Tottenham Hotspur gewechselten Tanguy Ndombele an und unterzeichnete einen Vierjahresvertrag. Die Ablöse belief sich auf 22 Millionen Euro, welche sich durch Bonuszahlungen auf 26,5 Millionen Euro erhöhen kann. Er etablierte sich rasch als Stammspieler und bestritt in der Saison 2019/20 22 Ligaspiele, in denen er sechs Tore vorbereitete.
Anfang Juli 2023 wechselte er nach Katar zu al-Rayyan SC.

## Erfolge
Goiás EC
- Campeonato Goiano: 2012, 2013
- Campeonato Brasileiro Série B: 2012